# Maria Elena
Maria Elena är en kommun i Chile.   Den ligger i provinsen Provincia de Tocopilla och regionen Región de Antofagasta, i den norra delen av landet, 1 300 km norr om huvudstaden Santiago de Chile.
Trakten runt Maria Elena är ofruktbar med lite eller ingen växtlighet. Trakten runt Maria Elena är nära nog obefolkad, med mindre än två invånare per kvadratkilometer.